# Паутч, Фредерик
Фредерик Паутч (пол. Fryderyk Pautsch; 22 сентября 1877, Делятин, Австро-Венгрия (ныне Надворнянский район, Ивано-Франковская область, Украина) — 1 июля 1950, Краков, ПНР) — польский живописец, педагог.

## Биография
С 1898 года изучал право во Львовском университете Яна Казимира, через год продолжил учёбу в краковском Ягеллонском университете .
В 1900—1906 годах обучался в Краковской академии искусств, ученик Леона Яна Вычулковского.
С 1902 по 1905 год работал карикатуристом в журналах «Chochoł» и «Liberum Veto». В 1905—1906 годах, благодаря полученной стипендии, продолжил учёбу в Академии Жюлиана в Париже. Поселился во Львове, откуда часто совершал многомесячные экспедиции в Покутье.
Участник Первой мировой войны, служил солдатом в австро-венгерской армии.
С 1908 года был членом общества польских художников «Искусство» (пол. «Sztuka»), с 1912 года — член Венской группы Хагенбунд. В том же году стал работать преподавателем декоративной живописи в Королевской академии художеств и ремёсел в Бреслау. С 1919 года — директор Школы декоративного искусства в Познани.
В 1925 году поселился в Кракове, где стал профессором Академии искусств. В 1931 и 1936 годах дважды избирался ректором академии.

## Творчество
Представитель Молодой Польши. Фольклорист и экспрессионист.
Создал целую галерею выразительных портретов гуцулов, изображал их обычаи и традиции в жанровой живописи.

## Награды
- Офицерский крест Ордена Возрождения Польши
- Командорский Крест Ордена Возрождения Польши
- Золотые Академические лавры

Похоронен на Раковицком кладбище в Кракове.